# (7354) Ishiguro
(7354) Ishiguro es un asteroide perteneciente al cinturón de asteroides, descubierto el 27 de enero de 1995 por Takao Kobayashi desde el Observatorio de Ōizumi, Ōizumi, Japón.

## Designación y nombre
Designado provisionalmente como 1995 BR1. Fue nombrado Ishiguro en honor a Masato Ishiguro que fue el director del proyecto japonés ALMA (Atacama Large Millimeter Array) desde el año 1998. También fue el encargado de construir el Nobeyama Millimeter Array y el director del Nobeyama Radio Observatory entre los años 1990 y 1996.

## Características orbitales
Ishiguro está situado a una distancia media del Sol de 3,160 ua, pudiendo alejarse hasta 3,556 ua y acercarse hasta 2,764 ua. Su excentricidad es 0,125 y la inclinación orbital 3,565 grados. Emplea 2052 días en completar una órbita alrededor del Sol.

## Características físicas
La magnitud absoluta de Ishiguro es 12,9. Tiene 7,542 km de diámetro y su albedo se estima en 0,236.